# Patrizia Barbuiani
Patrizia Barbuiani (* vor 1981 in Lugano) ist eine Schweizer Schauspielerin, Regisseurin und Schriftstellerin.

## Leben
Nach einer Karriere als Alpinistin, die sie von 1981 bis 1984 mehrmals in das Himalaya-Massiv und zu Expeditionen zum Makalu (8485 m) führt, wendet sie sich 1984 dem Theater und der Literatur zu. Nach ihrer Theaterausbildung an der Scuola Teatro Dimitri in Verscio wirkt sie in verschiedensten Theaterproduktionen mit. Von 1990 bis 1995 war sie als Moderatorin und Verfasserin von Beiträgen beim Schweizer Fernsehen TSI (Radiotelevisione svizzera di lingua italiana) beschäftigt. Mit der Markus Zohner Theater Compagnie kreiert sie zahlreiche Theaterstücke wie HA!HAmlet, ODYSSEE und WHITE CHERRY CECHOV und realisiert grosse internationale Theaterprojekte, für die sie zahlreiche Auszeichnungen wie den SWISS THEATRE AWARD 2000, den GRAND PRIX DU JURY ET DU PUBLIC am Theaterfestival in Teheran / Iran, den grossen Preis der Theaterkritik in Nowgorod / Russland und viele andere mehr erhält. 2009 gründet sie ihre eigene Theatergruppe TeatroX, mit der sie eigene und klassische Theatertexte inszeniert. 2012 wird sie ans Mali Theater in Novgorod gerufen, um dort ihre Eigenkreation 3Schwestern zu inszenieren. Neben ihrer Tätigkeit als Schauspielerin gibt Patrizia Barbuiani Kurse und schreibt Erzählungen und Romane, mit denen sie mehrere europäische Literaturpreise gewonnen hat. Patrizia Barbuiani lebt in Lugano und München.

## Theater (Auswahl)

### Als Schauspielerin
- White Cherry Cechov – Der Kirschgarten, von Anton Pawlowitsch Tschechow, Markus Zohner Theater Compagnie
- ErotiKomische Geschichten aus 1001 Nacht, Markus Zohner Theater Compagnie
- HA!HAmlet von William Shakespeare, Markus Zohner Theater Compagnie
- Odyssee, Homer, Markus Zohner Theater Compagnie
- Die Geschichte vom Soldaten von Charles Ferdinand Ramuz und Igor Strawinsky, Markus Zohner Theater Compagnie
- Guiglielmo Tell (Wilhelm Tell), Teatro Pan / Lugano, Inszenierung Marco Baliani

### Als Theaterregisseurin
- HomeSWEEThome (Kreation und Regie), Compagnie VarieTäter, Bern
- Domitilla e la Stella delle parole perse, Markus Zohner Theater Compagnie, Lugano
- Eva & Adam, Markus Zohner Theater Compagnie, Lugano
- Hans Christian Andersen – Das Doppelleben eines seltsamen Poeten, Markus Zohner Theater Compagnie, Lugano
- Angeli e ribelli (Engel und Rebellen), Teatro PAN, Lugano

### Als Autorin
- Eva & Adam, Uraufführung Lugano, 2007
- PALLA 10, Uraufführung São Paulo, 2007
- HomeSWEEThome, Uraufführung Bern, 2003
- Domitilla e la Stella delle parole perse, Uraufführung Lugano, 2003
- L'ospite (Der Gast), Uraufführung München, 2001
- Angeli e ribelli (Engel und Rebellen), Uraufführung Lugano, 2007

## Buchveröffentlichungen
- Il canto degli antenati. Edizioni Ulivo, 2019.
- La Stiratrice. Roman, Manni Editori, Lecce 2006, ISBN 88-8176-831-3 (auf Deutsch: Die Büglerin).
- Cubo & Sam. Erzählung, Alberti & C. Editori, 1995.
- L’ala spezzata. (Der zerbrochene Flügel), Erzählung, 1993, in dem Sammelband zum Literaturpreis Paolo Ettore Santangelo in Enna / Sizilien
- La Nana (Die Zwergin), Erzählung, 1992, Edizioni Scientifiche Italiane, ISBN 88-7104-459-2.
- Sei aneddoti sulla Grande Favola a lieto fine (Sechs Anekdoten mit glücklichem Ende), Fascino dell’Himalaya, 1981, Arti Grafiche Bernasconi, Agno